# داج چارجر (۲۰۲۴)
نسل هشتم داج چارجر یک خودروی اندازه بزرگ است که توسط استلانتیس آمریکای شمالی تحت برند داج تولید و به بازار عرضه می‌شود. این خودرو به عنوان یک مدل تولیدی در مارس ۲۰۲۴ و پس از ظهور خودروهای مفهومی تقریباً یکسان در سال ۲۰۲۲ معرفی شد. این خودرو اولین وسیله نقلیه دوج است که با پیشرانه الکتریکی باتری‌دار در دسترس است و با نام چارجر دیتونا به بازار عرضه می‌شود. یک نسخه بنزینی به نام چارجر سیکس پک در سال ۲۰۲۵ عرضه خواهد شد که مجهز به موتور ۳٫۰ لیتری شش‌سیلندر خطی هوریکان است.
نسل هشتم چارجر در دو مدل بدنه دو در و چهار در موجود است که مدل اول به عنوان جایگزینی برای نسل سوم چلنجر عمل می‌کند.

## تاریخچه

### توسعه و خودروی مفهومی
نسخه مفهومی با نام داج چارجر دیتونا اس‌آرتی در ۱۷ اوت ۲۰۲۲ در سومین روز رویداد هفته سرعت دوج در پونتیاک، میشیگان رونمایی شد. داج اعلام کرد که مدل تولید انبوه در سال ۲۰۲۴ تولید خواهد شد. این خودرو یک پیشرانه جدید به نام بنشی دارد، که داج می‌گوید به عنوان اوج جدید عملکرد در برادری ماسل عمل می‌کند و موتورهای همی، هلکت و ردآی را تحت الشعاع قرار می‌دهد.
گفته می‌شود برای پیش نمایش آینده برقی این برند، این خودرو دارای سیستم اگزوز فراتزونیک چامبرد است که صدای آن می‌تواند به ۱۲۶ دسی بل رسیده و صدایی به اندازه داج مجهز به هلکت تولید می‌کند. این سیستم صدای خود را از طریق تقویت‌کننده و محفظه تنظیم واقع در عقب خودرو منتقل می‌کند.
داج در نوامبر ۲۰۲۲ کانسپت چارجر دیتونا اس‌آرتی قرمز رنگی را در سما نشان داد که شامل یک کلید سرعت شبیه به بوگاتی برای افزایش قدرت تا ۶۷۰ اسب بخار (۵۰۰ کیلووات) بود.
این خودروی مفهومی در کنار دلورین آلفا۵ در فیلم فست اکس ظاهر شد.
در اوت ۲۰۲۳، گزارش شد که نسخه تولیدی چارجر با موتور ۳٫۰ لیتری بنزینی شش خطی از جیپ واگنیر ال در دسترس خواهد بود، در حالی که در مدل دیتونا پیشرانه کاملاً الکتریکی خواهد بود.

### نسخه تولیدی
در ۵ مارس ۲۰۲۴، داج چارجر جدید به دو صورت ۳ در و ۵ در رونمایی شد که مدل ۳ در، در سال ۲۰۲۴ و مدل ۵ در، در سال ۲۰۲۵ به فروش می‌رسد. نسخه بنزینی با موتور ۶ سیلندر خطی در سال ۲۰۲۵ عرضه خواهد شد.
چارجر دیتونا در دو نسخه آر/تی و اسکات پک با ۴۹۶ و ۶۷۰ اسب بخار، به ترتیب، از دو موتور الکتریکی بهره می‌برد. هر دو به صورت استاندارد با سیستم چهار چرخ متحرک و باتری ۱۰۰٫۵ کیلووات ساعت عرضه می‌شوند. مدل‌هایی که دارای موتور احتراق داخلی به نام چارجر سیکس پک هستند، از موتور ۳٫۰ لیتری توئین توربو هوریکان ۶ سیلندر خطی با قدرت ۴۲۰ یا ۵۵۰ اسب بخار (۴۲۶ یا ۵۵۸ اسب بخار متری؛ ۳۱۳ یا ۴۱۰ کیلووات) استفاده می‌کنند.
در ۷ اوت ۲۰۲۴، استلانتیس آمریکای شمالی قیمت خودرو را ۵۹٬۵۹۵ دلار برای داج چارجر دیتونا آر/تی ۲۰۲۴ و ۷۳٬۱۹۰ دلار برای داج چارجر دیتونا اسکات پک ۲۰۲۴ اعلام کرد و هر دو مدل در صورت اجاره، واجد شرایط دریافت ۷٬۵۰۰ دلار اعتبار مالیاتی فدرال خواهند بود. اولین دسته از مدل‌های چارجر دیتونا در ژانویه ۲۰۲۵ به نمایندگی‌ها رسید.